# 根岸世雄
根岸 世雄（ねぎし ときお、1929年1月20日 - 2005年1月26日）は、日本の数学者。元東京薬科大学教授、元駿台予備学校数学科講師、同主任。
東京都出身。東京大学理学部物理学科卒業、同大学院修了。「3N+Y（野澤悍、中田義元、根岸世雄、山本茂年の頭文字から）」の一人として駿台の内外で親しまれていた。また、東京出版の月刊誌『大学への数学』の執筆をしていたこともある。墓所は多磨霊園

## 著書
- 『新・受験数学勉強法』（講談社ブルーバックス） ISBN 4-06-118088-6
- 『大学入試 新数学コメンタール』（駿台文庫） 野澤悍、中田義元、山本茂年との共編
- 『新数学問題の解法360°① 写像と軌跡』（駿台文庫）

### 大学への数学シリーズ（研文書院）
研文書院が出版していた大学受験用の参考書『大学への数学』シリーズ。
- 『大学への数学I』
- 『大学への代数幾何』
- 『大学への基礎解析』
- 『大学への微分積分』

※ 共著者 中田義元、藤田宏、長岡亮介ら